# Squamulina
Squamulina, en ocasiones erróneamente denominado Arsquamulum, es un género de foraminífero bentónico de la subfamilia Squamulininae, de la familia Squamulinidae, de la superfamilia Squamulinoidea, del suborden Miliolina y del Orden Miliolida. Su especie tipo es Squamulina laevis. Su rango cronoestratigráfico abarca el Holoceno.

## Clasificación
Squamulina incluye a las siguientes especies:
- Squamulina laevis
- Squamulina scopula
- Squamulina varians